# Partidul Popular (România)
Partidul Popular a fost un partid creștin democrat de centru-dreapta fondat în noiembrie 2005 de către Corneliu Ciontu, fost președinte și vicepreședinte al Partidului România Mare. Dupa acceptarea inițială a înregistrării Partidului Popular în registrul partidelor din România, la curtea de apel înființarea Partidului Popular a fost respinsă. În luna august a anului 2006, Partidul Popular a fost absorbit de către Partidul Noua Generație - Creștin Democrat. 

## Politica
Partidul Popular a fost fondat de către un grup de politicieni desprinși din PRM care au dorit să se distanțeze de politica oficială și traiectoria politică a lui Corneliu Vadim Tudor. Partidul Popular a îmbrățișat doctrina creștin democrată, exprimându-și intenția de a adera la Partidul Popular European.
Partidul Popular a fost un partid care promova doctrina populară românească. Deși a refuzat o nuanțare a caracterului său popular, partidul prezintă afinități cu mișcarea social-creștină germană, cât și cu stânga italiană. Totuși, Partidul Popular și-a propus în mod prioritar o construcție doctrinară organică, autentică, efectiv românească. Din punct de vedere economic, PP este adeptul economiei de piață consolidată social. Marile direcții ale discursului Partidului Popular au fost: direcția națională, direcția socială și direcția spirituală.
Partidul Popular a fost reprezentat grafic de Cavalerul Danubian. Pe baza acestui milenar simbol dacic s-a conturat, în perioada creștină, imaginea Sfântului Gheorghe. Acesta a fost asimilat rapid în cultura europeană, semnificând izbânda binelui în fața răului, puterea și curajul omului de a-și construi singur destinul.